# حزب العمال الجامايكي
حزب العمال الجامايكي (بالإنجليزية: Jamaica Labour Party)‏ هو حزب سياسي جامايكي، أسس في 8 يوليو 1943، يقع مقره في كينغستون، ومن مؤسسيه ألكسندر بوستامانتي.

## أعضاء بارزون
- كود سباركل
- تحديث القائمة

- أندرو هولنيس
- Bruce Golding
- Edward Seaga
- ألكسندر بوستامانتي
- هيو شيرر
- هوارد كوكي
- Donald Sangster
- كليفورد كامبل
- كامينا جونسون سميث
- Herbert Duffus